# 马里耶
马里耶（法語：Marillet，法語發音：[maʁijɛ]）是法国卢瓦尔河地区大区旺代省的一个市镇，属于丰特奈勒孔特区。

## 地理
马里耶（46°34'0"N, 0°38'9"W）面积4.25 平方千米，位于法国卢瓦尔河地区大区旺代省，该省份为法国西部沿海省份，北起大西洋卢瓦尔省和曼恩-卢瓦尔省，西临大西洋，南至滨海夏朗德省，东部及东南部与德塞夫勒省接壤。
与马里耶接壤的市镇（或旧市镇、城区）包括：勒比索、费莫罗、皮德塞尔、圣伊莱尔德武斯特。

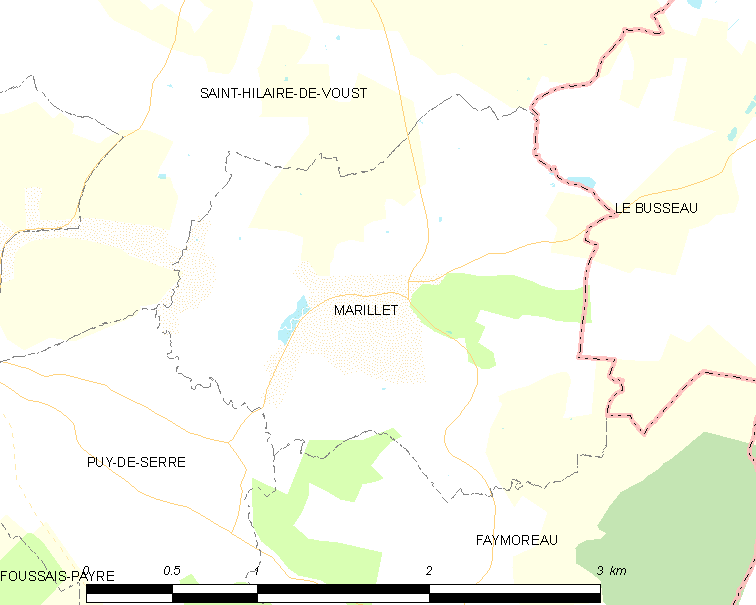
马里耶的OSM定位图

马里耶的时区为UTC+01:00、UTC+02:00（夏令时）。

## 行政
马里耶的邮政编码为85240，INSEE市镇编码为85136。

## 政治
马里耶所属的省级选区为拉沙泰涅赖县。

## 人口

1962-2008年间马里耶人口变化图示

马里耶于2022年1月1日时的人口数量为124人。